# Grammitis jagoriana
Grammitis jagoriana là một loài dương xỉ trong họ Polypodiaceae. Loài này được Mett. ex Kuhn Tagawa mô tả khoa học đầu tiên năm 1941.